# Houston Street (Manhattan)
Houston Street és un dels carrers més importants de Manhattan, a New York. Houston Street és un dels carrers rars de Manhattan en doble sentit (els grans eixos nord-sud són avingudes). Està situat a  Downtown (barri sud de la ciutat) i enllaça d'oest a est el Hudson River a l'East River. Correspon a més a més a la frontera entre el Greenwich Village i  SoHo (que significa South of Houston Street) a l'oest, i entre l'East Village i la Lower East Side a l'est. Houston Street serveix a més a més de punt de sortida a l'organització cadastral de Manhattan imaginada en el moment del Commissioners' Plan de 1811, ja que First Street és situat just al nord.